# Zonaria (groupe)
Pour les articles homonymes, voir Zonaria.
Zonaria est un groupe de death metal mélodique suédois, originaire d'Umeå. Le groupe, initialement formé sous le nom de Seal Precious, est actuellement signé au label Century Media Records.

## Biographie

### Débuts
Formé en 2001 par Simon Berglund, Christoffer Vikström, et Mikael Hammarberg, le groupe emprunte initialement le nom de Seal Precious,,. Le style musical du groupe est d'abord du power metal, accompagné de chant clair. Plusieurs changements de formation empêchent le groupe d'enregistrer, mais passé 2003, avec le recrutement d'un second guitariste, Emil Nyström, et le changement de nom en Zonaria, ils jouent aux alentours d'Umeå avant de publier ce qui deviendra Evolution Overdose en 2005.
Au printemps 2006, Zonaria enregistre un CD single, Rendered in Vain, pour lequel ils enregistrent ensuite un clip vidéo. Par la suite, Zonaria tourne hors de la Suède ouvrant pour le groupe de black metal finnois Impaled Nazarene en tournée européenne. En octobre, Zonaria annonce sa signature au label Swedmetal Records pour la publication de Rendered in Vain ; la chanson sera incluse dans la bande-son du jeu vidéo The Darkness.

### Label et premier album
En novembre 2006, Pivotal Rockordings signe Zonaria, et le groupe entre peu après aux Black Lounge Studios avec Per Nilsson et Jonas Kjellgren de Scar Symmetry afin de se lancer dans l'enregistrement de leur premier album, Infamy and the Breed, publié en septembre 2007. En fin juillet, le bassiste Jerry Ekman annonce son départ et est remplacé par Markus Åkebo. Le groupe tourne une vidéo pour le single The Armageddon Anthem, puis se lance en tournée en Europe au début de 2008 avec Marduk.

### Century Media et suites
Le 8 juin 2008, Zonaria annonce sa signature au label Century Media Records. Ils tournent en Europe en soutien à leur album avec Satyricon et rejoignent ensuite Vader et Septic Flesh en novembre et décembre 2008 pour la tournée spéciale 25 ans de Vader. Leur nouvel album, The Cancer Empire, est publié le 17 octobre 2008, et produit par Fredrik Nordström au Studio Fredman.
Au début de 2011, le bassiste Markus Åkebo quitte le groupe et est remplacé par Max Malmer. Le guitariste Caleb Bingham (ex-Five Finger Death Punch) est ensuite engagé à la session pour permettre à Simon Berglund de concentrer sur le chant. En mai 2011, le groupe annonce la venue du bassiste Max Malmer comme membre permanent. En été 2012, le groupe publie son troisième album, Arrival of the Red Sun. En 2013, le batteur Rickard Lundmark se joint à Zonaria.

## Membres

### Membres actuels
- Simon Berglund – guitare (2001-2004, 2005-2011, depuis 2012), chant (depuis 2005)[1]
- Max Malmer – basse (depuis 2011)[1]
- Rickard Lundmark – batterie (depuis 2013)[1]
- Sebastian Westermark – guitare (depuis 2014)[1]

### Anciens membres
- Christoffer Vikström – basse (2001–2003)
- Mikael Hammarberg – chante (2001–2004)
- Claes-Göran Nydahl – batterie (2001–2003)
- Niklas Lindroth – batterie (2003–2004)
- Johan Aronsson – clavier (2003–2004)
- Simon Carlén – batterie (2004–2005)
- Karl Flodin – basse (2003–2005)
- Jerry Ekman –  basse (2005–2007)
- Markus Åkebo – basse (2007–2011)
- Caleb Bingham – guitare solo (2011-2012, 2013-?)[1]